# Atri (Itàlia)
Atri és un municipi situat en el territori de la província de Teramo, a Abruços, (Itàlia).

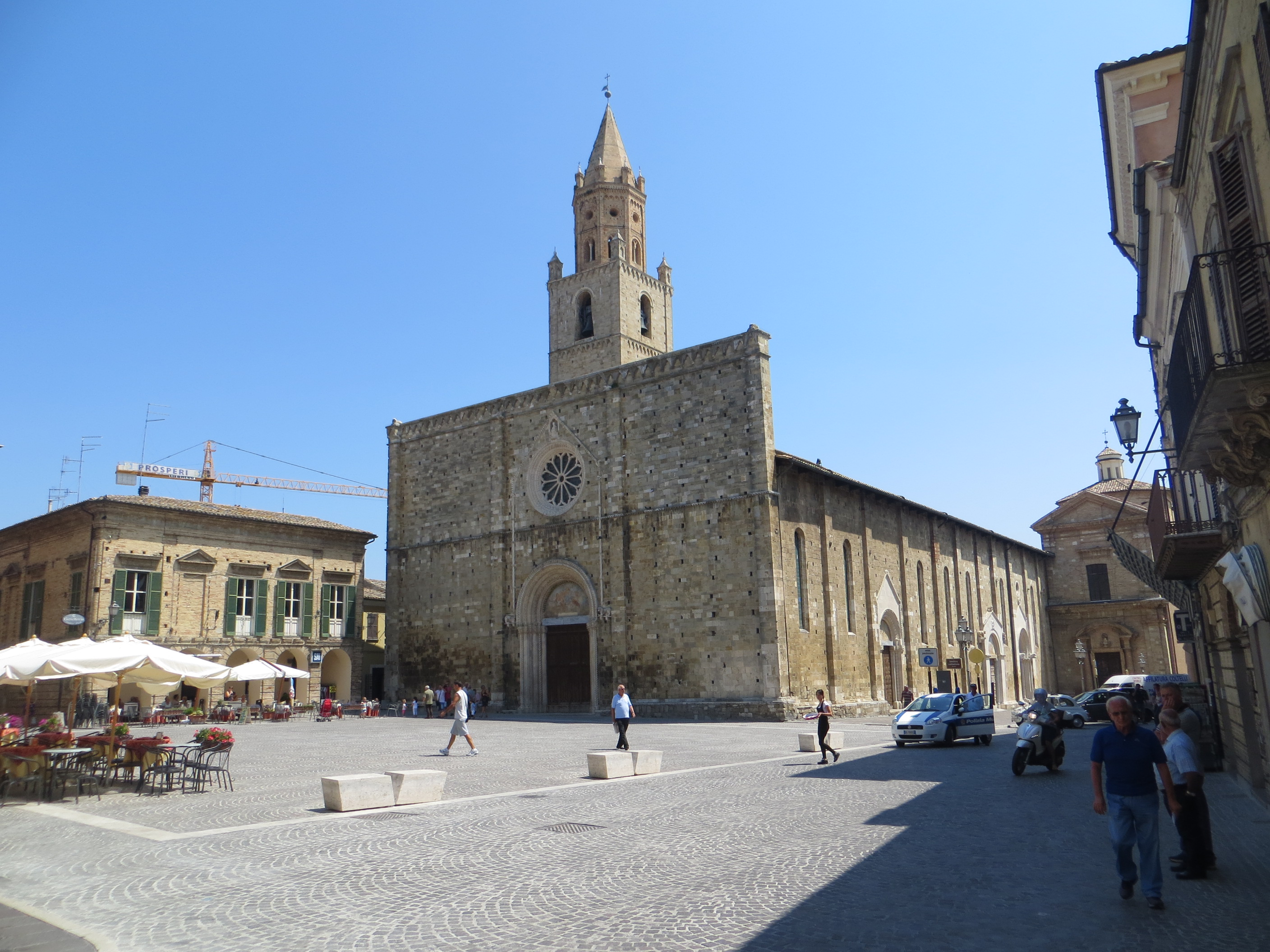
Atri

## Demografia
| Gràfica d'evolució demogràfica de Atri entre 1861 i 2001 |
|                                                          |
| Font ISTAT - elaboració gràfica de Viquipèdia            |

| 1991   | 1992   | 1993   | 1994   | 1995   | 1996   | 1997   | 1998   | 1999   | 2000   | 2001   | 2002   | 2003   | 2004   | 2005   | 2006   | 2007   | 2008   | 2009   | 2010   | 2011   | 2012   | 2013   | 2014   | 2015   | 2016   | 1r gener 2017 | 2018   | 2019   | 1r gener 2023 |
| 11.378 | 11.366 | 11.320 | 11.325 | 11.315 | 11.345 | 11.320 | 11.350 | 11.332 | 11.275 | 11.260 | 11.248 | 11.251 | 11.288 | 11.256 | 11.204 | 11.150 | 11.228 | 11.268 | 11.196 | 11.112 | 11.111 | 11.025 | 10.941 | 10.865 | 10.772 | 10.720        | 10.635 | 10.575 | 9.996         |